# Автопилот
Автопилот — устройство для автоматического управления летательным аппаратом.

## Определения
Авиационный автопилот предназначен для автоматической стабилизации угловых параметров пространственного положения летательного аппарата в связанной системе координат — по курсу, по крену и по тангажу, что освобождает лётчика от монотонной рутинной работы в многочасовых полётах. Классический автопилот только стабилизирует угловые положения летательного аппарата в пространстве и не предназначен  для управления траекторией движения летательного аппарата. Для этого строится отдельная система траекторного управления (СТУ) или вводится контур управления центром масс ЛА в более сложной системе автоматического пилотирования.
Для управления параметрами движения ЛА у автопилотов предусмотрены рукоятки «крен» (вправо-влево) и «спуск-подъём». На некоторых военных вариантах автопилотов автоматическое управление самолётом по крену имеет связь с бомбардировочным прицелом, и в процессе прицеливания штурман имеет возможность управлять доворотом, то есть вести самолёт в точку сброса бомб без участия лётчика.
В качестве дополнительных функций многие автопилоты-стабилизаторы могут поддерживать в заданных пределах барометрическую высоту полёта ЛА.
Предварительно, перед включением автопилота в работу, летательный аппарат выставляется в стабилизированный прямолинейный полёт без тенденции к завалам и скольжению, то есть стабилизируется по трём осям (по курсу-крену-тангажу) триммерами. После включения автопилота требуется периодический контроль его работоспособности и периодическая корректировка дрейфа рулевых машин, обусловленная несовершенством схемы и параметрическим разбросом комплектующих..
Также существуют адаптивные, то есть самонастраивающиеся автопилоты, которые лётчику не требуется настраивать вручную перед включением в работу.
В 21-м веке автопилоты в чистом виде почти не применяются, за исключением очень старых самолётов, так как уже достаточно давно разработаны и используются значительно более сложные аппаратно-программные комплексы.

## История разработки и внедрения автопилота в авиации
Исторически первым был авиационный автопилот, разработанный американским лётчиком и инженером Лоуренсом Сперри, третьим сыном Элмера Сперри — известного американского предпринимателя и выдающегося конструктора, изобретателя авиагоризонта и гироскопических навигационных приборов.
Лоуренс Сперри запатентовал свой «стабилизатор аэроплана» в 1912 году, а в 1914 году с успехом его продемонстрировал в действии на конкурсе в Париже. Этот автопилот имел два автоматических канала управления — по курсу и по тангажу. Предполагалось, что устойчивость аэроплана по крену будет достигаться естественным образом за счёт V-образного крыла. В качестве датчиков пространственного положения аэроплана использовался пневматический гироскоп.
Существенным толчком к развитию автопилотов послужил правительственный заказ Военного флота США (англ. United States Navy) для компании «Сперри», о разработке первого в мире боевого беспилотного летательного аппарата, вошедшего в историю как «летающая бомба Сперри». Управление полётом этого аппарата осуществлялось с помощью двух механических гироскопов: один стабилизировал полёт по крену, другой удерживал аппарат на заданном курсе. Для регулировки высоты полёта использовался механический альтиметр. Летающая бомба несла заряд взрывчатки в 1000 фунтов. Несмотря на достигнутые успехи при реализации этого проекта, оставалось много нерешённых проблем. ВМС США финансировали этот проект до 1922 года, когда стало окончательно понятно, что при существующем тогда уровне развития техники создать надёжно функционирующий самолёт-снаряд невозможно.
В 1930 году Королевское авиационное управление Великобритании разработало автопилот под названием «помощник пилота», который использовал гироскоп с пневматическим приводом для управления полетом.
Элмер Сперри-младший и капитан Ширас (англ. Shiras) продолжали работу над своим автопилотом, и к 1930 году добились его устойчивой работы. На испытаниях этот автопилот удерживал самолёт в устойчивом положении в течение трёх часов.
Очевидно, примерами первого успешного применения автопилотов на серийных гражданских пассажирских лайнерах стали самолёт Боинг 247 производста компании Boeing Airplane Company (1933 год) и самолёты компании Douglas Aircraft Company, разработанные в рамках проекта Douglas Commercial, самый известный из которых был Douglas DC-3 (1936 год).
В ходе Второй мировой войны возросшие требования к авиатехнике (в первую очередь, к бомбардировщикам, совершающим многочасовые дальние полёты) привели к разработке более совершенных автопилотов.
Один из удачных примеров автоматического пилотирования — это система наведения немецкой баллистической ракеты V-2 — Vergeltungswaffe-2 (известной в СССР как Фау-2).
Изобретатель и предприниматель, радиоинженер-самоучка Уильям Пауэлл Лир (William Powell Lear) в годы ВМВ занимался проблемами радионавигации. Результатом его исследований стало создание первой в мире полностью автоматической системы посадки. В 1947 году самолёт C-54 ВВС США совершил трансатлантический перелёт полностью под управлением автопилота, включая взлёт и посадку.. За создание автопилота F-5 с системой автоматического захода на посадку в 1949 году Уильям Лир был награждён Национальной авиационной ассоциацией США.

### Разработка и производство автопилотов в СССР
В 1932 году в СССР было образовано конструкторское бюро при заводе № 214 — КБ-214. Направление деятельности КБ — создание автопилота для самолёта ТБ-1.
В рамках совершенствования бомбардировщика ТБ-3 в период 1934-35 гг проектировалась его высотная модификация ТБ-3РН, значительно отличающаяся также и по составу оборудования и вооружения от исходного ТБ-3. Специально для этого самолёта КБ-214 спроектировало автопилот АВП-10.
В 1936 году заводом № 213 был освоен в производстве автопилот фирмы «Сперри», устанавливаемый на самолёт Дуглас DC-3 и его лицензионную советскую копию Ли-2 под индексом АВП-12. Доработанный автопилот АВП-12Д предназначался для оборудования бомбардировщиков типа ДБ-3Ф, но из-за проблем этот автопилот так и не был внедрён в широкую серию.
В период 1939—1940 гг на заводе № 214 велись работы по автопилоту АВП-1 для оснащения самолётов ДБ-3 и ТБ-7.
Все эти автопилоты имели пневматические гироскопы и гидравлическую силовую часть.
В течение 1943-45 гг КБ-214 было создано 10 образцов пневматических автопилотов, в том числе АП-4 для самолёта-снаряда «10Х» и были начаты работы по созданию полностью электрического автопилота АП-5 для самолёта Ту-4 (копия американского автопилота С-1).
После ВОВ разработкой и производством автопилотов и различных систем автоматического управления летательных аппаратов занимались: Раменское ОКБ-149 и Раменский приборостроительный завод (завод № 149, п/я 350, п/я В-8956); Ленинградский государственный завод измерительных приборов «Пирометр» (завод № 218, п/я 518, п/я Р-6096); Уфимский приборостроительный завод им. В. И. Ленина (Завод № 123 МАП, п/я 40, предприятие В-2887); Саратовское приборостроительное КБ (также именовалось как ОКБ-4, ОКБ-213, предприятие п/я Р-6133); ГС опытный завод № 118 Минавиапрома (п/я 32) также имел названия: 3-й Московский приборостроительный завод МАП (предприятие п/я М-5904), Московский научно-производственный комплекс «Авионика», ОАО «МНПК „Авионика“ им. О. В. Успенского»; и др.

## Конструкция автопилота-стабилизатора
Простейший стабилизатор угловых положений самолёта — на примере комплекса автоматов КА-142, который является самостоятельной законченной электронной системой и работает автономно. Он состоит из трёх практически одинаковых по электросхеме и конструкции каналов управления: ко курсу, крену и тангажу. В качестве чувствительных элементов пространственных перемещений самолёта применяются гироскопические датчики угловой скорости ДУС, которые расположены в отсеке самолёта, близко к центру его масс. Электрический сигнал, поступающий с этих датчиков при эволюциях самолёта, поступает на релейно-транзисторные блоки управления сервоприводами БУС, где преобразовывается в сигнал управления исполнительными механизмами — тремя рулевыми агрегатами управления типа «раздвижная тяга» РАУ-107А. Агрегаты управления встроены в механическую систему управления полётом таким образом, что их работа вызывает перемещение аэродинамических рулей самолёта, но при этом органы управления в кабине — колонка, штурвал и педали, остаются неподвижными. Комплекс КА-142 предназначен только для автоматического гашения несанкционированных перемещений самолёта в пространстве, то есть парирования «болтанки», и более никаких дополнительных функций управления — не имеет, при этом он не мешает ручному пилотированию самолёта лётчиком, хотя при ручном пилотировании эволюции самолёта становятся более плавными.
Широко применявшийся автопилот АП-6Е по своей конструкции уже более сложен, и помимо задач стабилизации самолёта в пространстве, реализует автоматическую стабилизацию заданной высоты полета, автоматическое выдерживание ортодромического курса; выполнение координированных разворотов, набора высоты и снижения от рукояток ручного управления автопилотом. 
Для снятия сигналов угловых скоростей самолета относительно осей X, Y и Z применяется блок демпфирующих гироскопов БДГ-10. В корпусе этого прибора находятся три разнонаправленных гироскопических датчика.
В качестве измерительных элементов, реагирующих на угловые отклонения самолета, используются: по курсу — гирополукомпас ГПК-52АП или, при наличии на самолете курсовой системы, ее гироагрегат. По крену и тангажу — центральная гироскопическая вертикаль ЦГВ-4.
Стабилизация высоты полета осуществляется по сигналам корректора высоты КВ-11. Корректор конструктивно состоит из анероидного датчика барометрической высоты, устройства запоминания высоты в момент включения и устройства формирования электрического сигнала разности между опорной и текущей высотами полёта. 
Электрические сигналы от датчиков автопилота поступают на три сумматора — по курсу, крену и тангажу, выполненных по схеме моста. Далее сигналы управления поступают на трёхканальный усилитель сервопривода рулевых машин. Этот сигнал состоит из импульсов постоянного тока, полярность которого зависит от направления перемещения, а длительность импульсов зависит от величины управляющего сигнала. Эти импульсы включают фрикционное сцепление выходного вала сервомотора рулевой машинки с её барабаном, который через тросовую передачу вызывает перекладку руля. Соответственно, в комплекте автопилота имеются три РМ — по курсу, крену и тангажу. Все рулевые машины включены в проводку управления самолётом параллельно, и управление от автопилота вызывает, помимо перемещения управляющих поверхностей, также и перемещение органов управления в кабине лётчика.
Управление движением самолета через автопилот производится с помощью рукояток «Разворот» и «Спуск — Подъем» на пульте управления АП в кабине. Для быстрого отключения силовой части автопилота при нарушениях в его работе на штурвалах лётчиков установлены т.н.  «кнопки быстрого отключения» — КБО. Помимо того, рулевые машинки можно пересилить ручным управлением, при этом усилие на органах управления должно быть в пределах 50-60 кг.

## В современной авиации
В современной авиации более глубокое развитие автоматизации полёта получили системы автоматического управления — САУ,  АБСУ и более сложные бортовые структурированные комплексы — КСУ (комплексная система управления). САУ, помимо стабилизации самолёта в пространстве и на маршруте, позволяет также реализовать программное управление на различных этапах полёта. Наиболее сложные системы автоматического управления берут на себя значительную часть функций по управлению самолётом в «штурвальном режиме», делая управление для лётчика лёгким и единообразным, парируя болтанку, предотвращая сносы, скольжения, выходы на критические режимы полёта и даже запрещая или игнорируя некоторые действия лётчика.
Система управления в автоматических режимах ведёт самолёт по заданному маршруту (или реализует более сложную подпрограмму боевого применения), используя пилотажно-навигационную информацию от группы собственных датчиков, самолётных систем, наземных радионавигационных средств или даже выполняя команды бортового оборудования соседнего самолёта — некоторые боевые летательные аппараты могут работать в паре или группой, постоянно обмениваясь тактической информацией по радиоканалам, вырабатывая тактику совместных действий и выполняя полётное задание в автоматическом или, что происходит чаще, полуавтоматическом режиме — для выполнения того или иного автоматически выработанного решения требуется подтверждение человека. Подсистема траекторного управления позволяет выполнять заход на посадку в любых погодных условиях, с высокой точностью и без вмешательства экипажа.

## Проблемы систем автопилотирования
Основной проблемой при построении автопилотов и автоматических систем управления является безопасность полёта. В простейших и не только авиационных автопилотах предусматривается быстрое отключение автопилота лётчиком при нарушениях его нормальной работы, возможность «пересиливания» рулевых машин ручным управлением, механическое отключение рулевых машин от проводки управления и даже «отстрел» пиропатронами (Ил-18,Ту-134).
В отличие от классических автопилотов, системы автоматического управления изначально проектируются с расчётом на отказы, с сохранением основных функций работы, и предусматривается комплекс мер для повышения безопасности полёта.
Системы автоматического управления проектируются многоканальными, то есть параллельно работают два, три и даже четыре абсолютно одинаковых канала управления на общий также многоканальный рулевой привод, и отказ одного-двух каналов никак не влияет на общую работоспособность системы. Система контроля постоянно отслеживает соответствие входных электрических сигналов, прохождение этих сигналов по цепям обработки и усиления, и параллельно  выполняет непрерывный контроль выходных параметров системы автоматического управления в течение всего полёта, как правило, по методу кворумирования (голосование большинством) или сравнения с эталоном.
В случае возникновения какого-либо отказа система самостоятельно принимает решение на возможность дальнейшей работы задействованного режима, его переключения на резервный канал, дублирующий режим или передачи управления лётчику. Хорошим способом проверки общего контроля исправности системы автоматического управления считается предполётный тест-контроль, осуществляемый методом «прогона» пошаговой программы, в заданной последовательности подающей стимулирующие имитационные сигналы в различные входные цепи системы, что вызывает фактические отклонения рулевых и управляющих поверхностей самолёта в различных режимах работы.
Тем не менее, даже полная предполётная проверка автоматической системы управления с программным тест-контролем не может дать стопроцентной гарантии исправности системы. В связи с большой сложностью некоторые режимы просто невозможно симулировать в наземных условиях, тогда дефект может проявиться в воздухе.
Например, подобное случилось на самолётах Ту-154 B-2610 (Air China, заводской номер 86А740) и RA-85563 (ВВС России). Ту-154 оснащён постоянно работающей в полёте автоматической бортовой системой управления (АБСУ-154), которая может работать как в режиме автопилота, полностью стабилизируя самолёт по одной из программ (выдерживание заданных тангажа и крена, стабилизация высоты, приборной скорости или числа М, выдерживание заданного курса, заход по глиссаде и др.), так и в штурвальном режиме, демпфируя колебания самолёта и тем самым облегчая управление. Полностью АБСУ из системы управления выключить невозможно, но можно отключать поканально рулевые агрегаты системы.
На машине B-2610 было перепутано подключение однотипных блоков датчиков линейных ускорений крена и рыскания, установленных рядом и имеющих в силу однотипности одинаковые штепсельные разъёмы. В результате элероны пытались демпфировать колебания по курсу, а руль направления — по крену, в результате чего колебания только прогрессирующе росли и самолёт разрушился в воздухе от перегрузок. Погибли 160 находившихся на борту человек.
На машине RA-85563 было перепутано подключение двух питающих фазных проводов в системе электроснабжения 36 вольт, что вызвало отказ системы демпфирования. АБСУ-154 питается трёхфазным напряжением 36 В обратной фазировки (фазные напряжения принимают положительные значения в порядке A, C, B) и аварийные источники 36 В (преобразователи ПТС-250 27/36 В) сразу вырабатывают напряжение обратной фазировки, а основные источники (трансформаторы ТС330СО4Б 208/36 В) вырабатывают напряжение прямой фазировки и требуется их обратное подключение на переключающем контакторе (приходящие на колодку контактора провода — A-C-B, по цветам — жёлтый-красный-зелёный, а отходящие — в обычном порядке жёлтый-зелёный-красный). Но подготавливавший машину к перелёту на капремонт сотрудник этого исключения не учёл и подключил провода «цвет к цвету» — жёлтый против жёлтого и так далее. В результате часть АБСУ была запитана неправильной фазировкой, БДГ-26 (блоки демпфирующих гироскопов) выдавали сигналы обратной полярности и АБСУ вместо демпфирования раскачивала самолёт. Экипаж проявил профессионализм в пилотировании, посадив практически неуправляемый самолёт, но показал полное незнание алгоритмов в работе системы управления машины, не распознав причины раскачки и не отключив неисправные каналы АБСУ.
В обоих этих случаях имели место не конструктивные недостаки, а банальная человеческая некомпетентность и халатность при исполнении прямых обязанностей.

## Примеры некоторых отечественных авиационных автопилотов
- АП-5 — стоял на Ил-28, ранних Ту-16 и Ту-104
- АП-6Е — наиболее массовая версия автопилота АП-6, применялась и применяется на Ту-16, Ту-104, Ту-124, Ил-18, Ил-38, Бе-12 и др.
- АП-6ЕМ-3П — автопилот в составе бортовой системы управления БСУ-3П самолёта Ту-134 (не оборудованных системой АБСУ-134). С базовым АП-6 имеет мало общего.
- АП-7 — Ту-22, Ту-128
- АП-15 — Ту-95, Ту-114, Ту-142. В отличие от многих систем САУ, работает на переменном токе, на амплитуде и сдвиге фаз.
- АП-28 — самонастраивающийся электрический автопилот, изготавливался в нескольких модификациях, а также в варианте с электрическими или гидравлическими рулевыми машинами. Применяется на ряде типов самолётов: Як-28, Ан-10, Ан-12, Ан-24, Ан-26, Ан-30 и др.
- АП-34 — вертолётный автопилот, стоит на Ми-6, Ми-8, Ми-10, Ми-14
- АП-45 — модификация пневматического автопилота АП-42. Устанавливался на самолёте Ли-2.
- ВУАП-1 — вертолётный автопилот, работает в составе САУ или пилотажного комплекса. Установлен на Ми-24, Ми-26, Ка-27, Ка-29, Ка-32.

и др.

## Аналоги в других транспортных средствах
Понятие «автопилот» (иногда в жаргонной форме) включает в себя, помимо классического авиационного автопилота, также и системы автоматического пилотирования, вождения или управления всевозможными шагающими, колёсными, плавающими или крылатыми машинами (роботами) и развивающиеся системы автоматического управления автомобилем в условиях шоссе. Примером канала автоматического управления автомобилем может служить система стабилизации текущей скорости движения, известная как «круиз-контроль» («автоспид», «автодрайв»).